# Луков, Валентин
Валенти́н Стоянов Лу́ков (11 декабря 1955, Пазарджик) — болгарский шахматист, гроссмейстер (1988).
В составе команды Болгарии участник чемпионата Европы (1983) и олимпиады (1988).

## Лучшие результаты в международных турнирах
- Стара-Загора (1977 и 1979) — 4—6-е и 1-е;
- Пазарджик (1977) — 2—3-е;
- Приморско (1978) — 3—5-е;
- Сьенфуэгос (1979, побочный, и 1983) — 3—4-е и 3—6-е;
- Салоники (1979, декабрь) — 1—4-е;
- Варна (1980) — 2—3-е;
- Белград (1982 и 1986) — 2-е и 3—4-е;
- Наленчув (1982) — 2—5-е;
- Русе (1985) — 2-е;
- Асеновград (1985) — 2—4-е;
- Галле (1987) — 1—2-е;
- Авуан (1988) — 1—3-е;
- Тбилиси (1988) — 1—2-е места.

## Изменения рейтинга
| Графики недоступны из-за технических проблем. См. информацию на Фабрикаторе и на mediawiki.org. |